# Keleti pókszöcske
A keleti pókszöcske (Poecilimon intermedius) a fürgeszöcskék családjába tartozó, Eurázsiában honos szöcskefaj.

## Megjelenése
A keleti pókszöcske testhossza 14-20 mm, ehhez járul még a 7-8,5 mm-es tojócső. Európában csak nőstényei fordulnak elő. Alapszíne világoszöld, finom, barna pontozással. A szemektől vékony fehér vonal indul hátrafelé a torpajzson át a potroh végéig. Egy másik vékony fehér csík a fejtetőtől a torpajzs közepén keresztül a potroh első szelvényeiig tart. A vonalak széle vöröses lehet. A torpajzs oldalsó lebenyének alsó szegélye szintén fehér. Szárnyai csökevényesek, ki sem látszanak a torpajzs alól. A tojócső a tövénél viszonylag egyenes, a végén felfelé ível, éle fűrészes. 
Nem ciripel. 

### Hasonló fajok
Közeli rokonaival (Brunner-pókszöcske, Fuss-pókszöcske, Schmidt-pókszöcske) lehet összetéveszteni.

## Elterjedése
Eurázsiában honos, Közép-Európától Közép-Ázsiáig. Elterjedési területének nyugati határa Csehországban, Kelet-Ausztriában és Magyarországon van, de erre állományai ritkák és szigetszerűek, Moldovától keletre válik gyakoribb fajjá. Magyarországon igen ritka, a Mecsekben (lehet hogy már kipusztult), a Mezőföldön és északkeleten a Sajó völgyében és Jósvafőn vannak populációi.   

## Életmódja
Félig száraz vagy közepesen nedves sztyepprétek, bokorerdők, erdőszélek, tisztások lakója. Röpképtelen és gyengén ugrik, zöld rejtőszíne védi a ragadozóktól. Növényevő.
Kifejlett példányaival júliustól szeptemberig lehet találkozni. Európában csak nőstényeit találták meg eddig és Ázsiában is nagyon ritkák a hímek. Szűznemzéssel szaporodik. 
Magyarországon védett, természetvédelmi értéke 10 000 Ft.

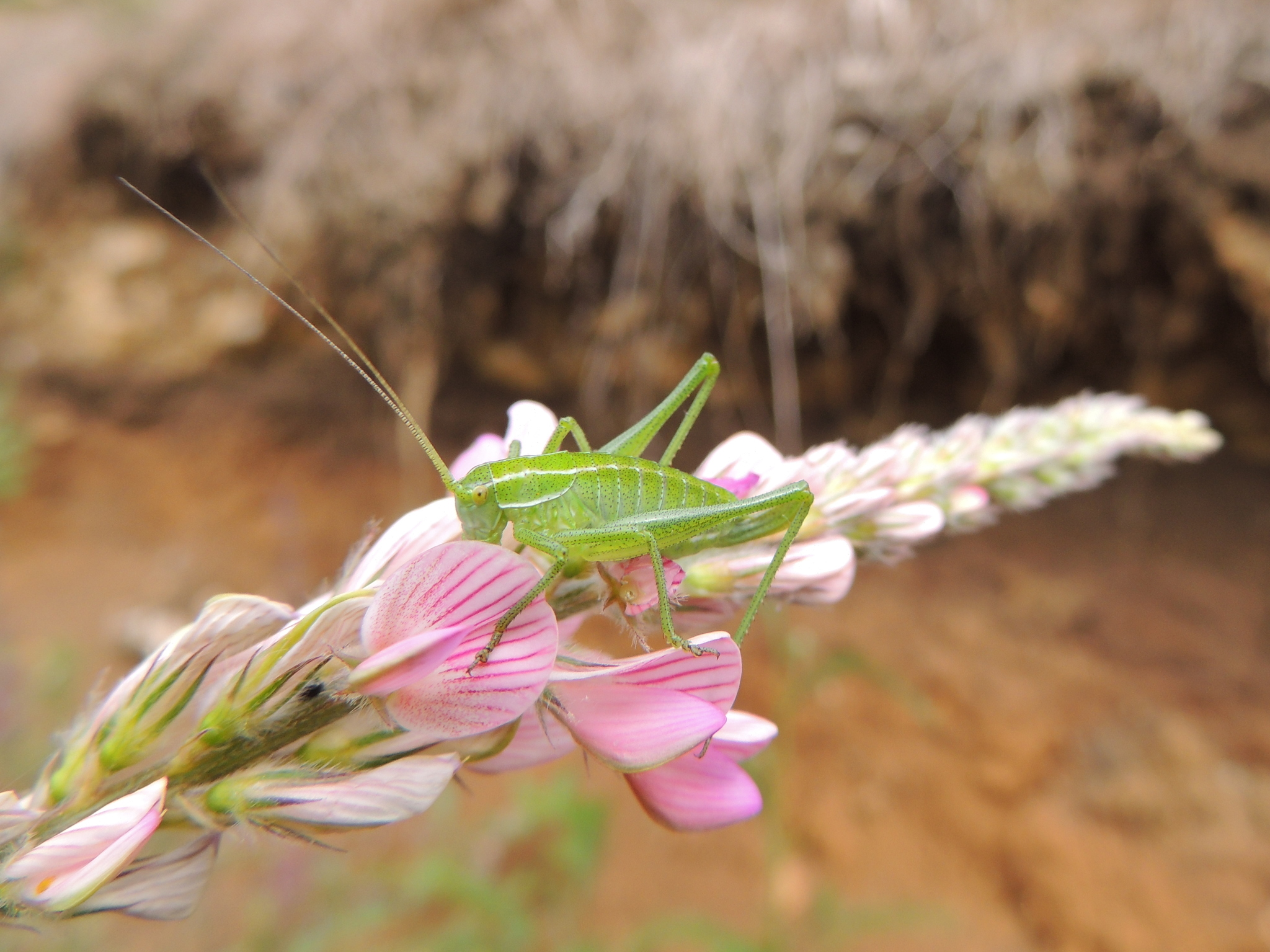
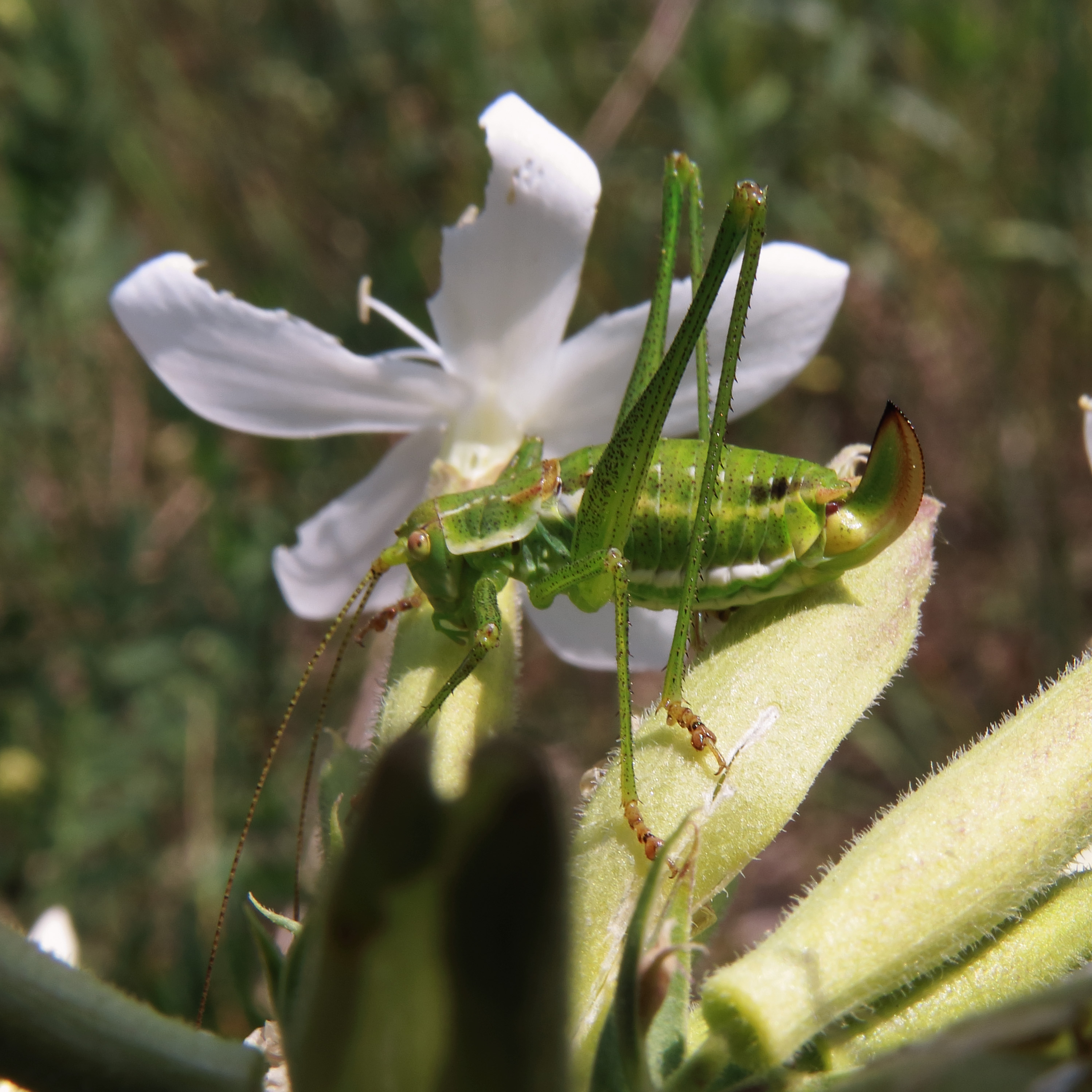